# Зоран Ковачић
Зоран Чивија Ковачић (Шабац, 13. октобар 1948) бивши је српски кошаркашки тренер и сматра се једним од најбољих тренера женске кошарке у Србији.

## Каријера
Ковачић је тренерску каријеру започео у мушкој кошарци 1967. године, предводећи тим Карабурма. Након пет година прешао је у Црвену звезду и постао тренер главног женског тима 1990. године. Касније је био тренер Ковина, Левског из Софије и Будућности из Подгорице. Године 2002. био је тренер младих тимова Србије и Црне Горе, а након тога и младих репрезентација Србије.
Са женским омладинским селекцијама Црвене звезде освојио је дванаест југословенских првенстава за јуниорке и седам југословенских женских првенстава за кадете. Осам пута освајао је „Награду за женског тренера године”. Водио је и женску кошаркашку репрезентацију Србије на Европском првенству у кошарци, 2005. године, одржаном у Турској. Био је тренер омладинских репрезентација Србије и Црне Горе од 2002. до 2006. године, а касније Србије до 2013. године.

## Награде и трофеји
- Првенство Југославије за жене: 1 (са Црвеном звездом 1991/92.)
- Куп Југославије за жене: 1 (са Црвеном звездом 1991/92.)
- Лига Србије и Црне горе за жене: 2 (са Црвеном звездом 1992/93. и са Будућности из Подгорице 2002/03.)
- Куп Србије и Црне Горе за жене: 2 (са Црвеном звездом 1993/94. и са Ковином 1990/00.)